# Ulmus davidiana
Ulmus davidiana là một loài thực vật có hoa trong họ Ulmaceae. Loài này được Planch. miêu tả khoa học đầu tiên năm 1873.

## Hình ảnh

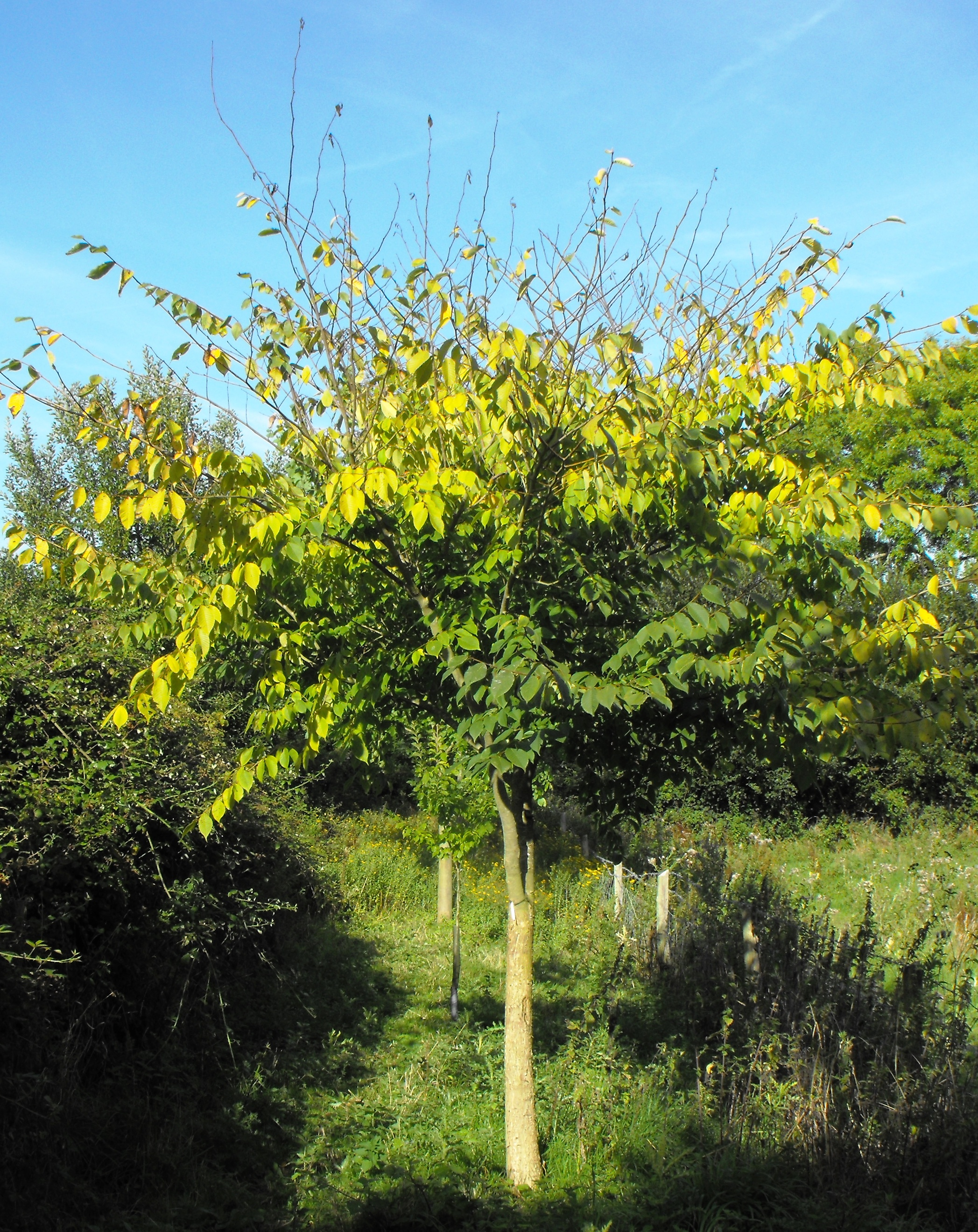
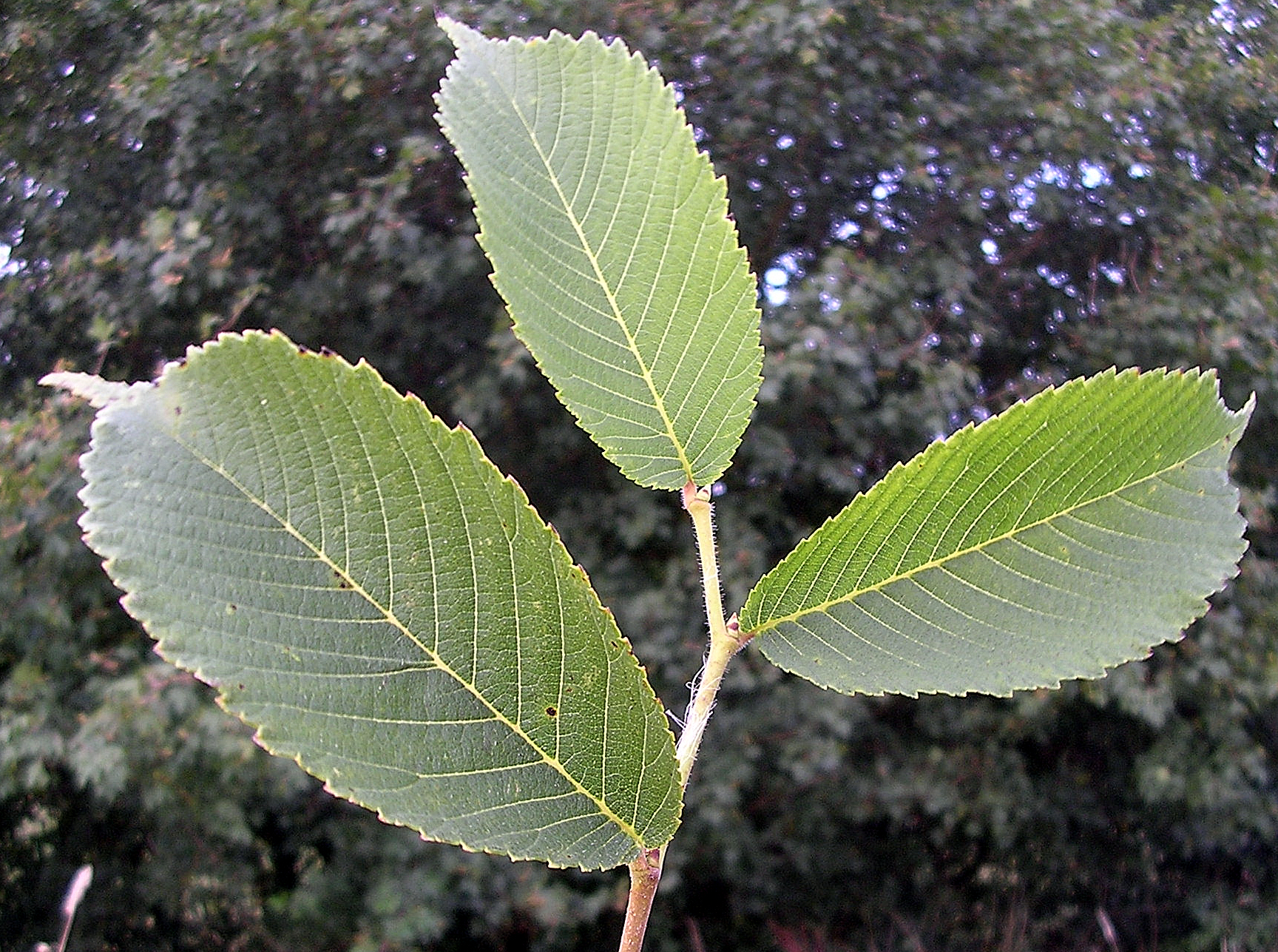
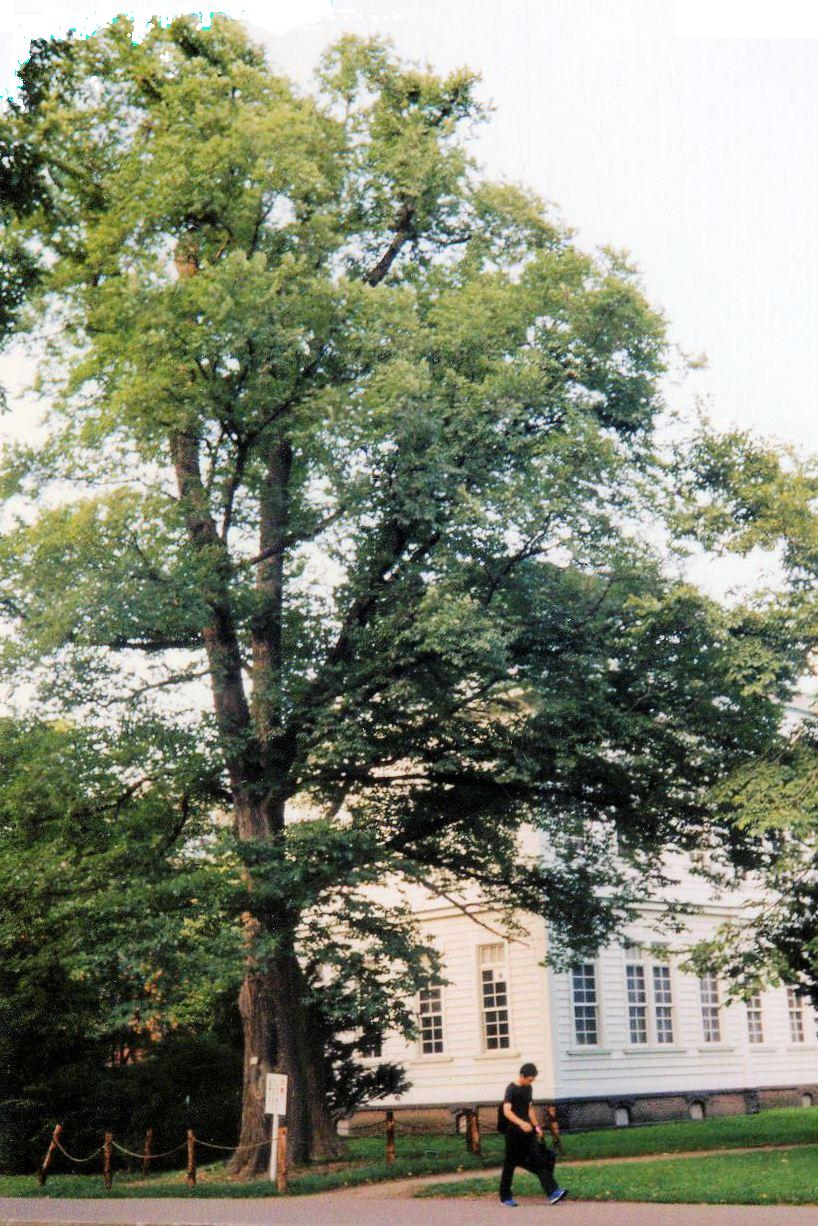
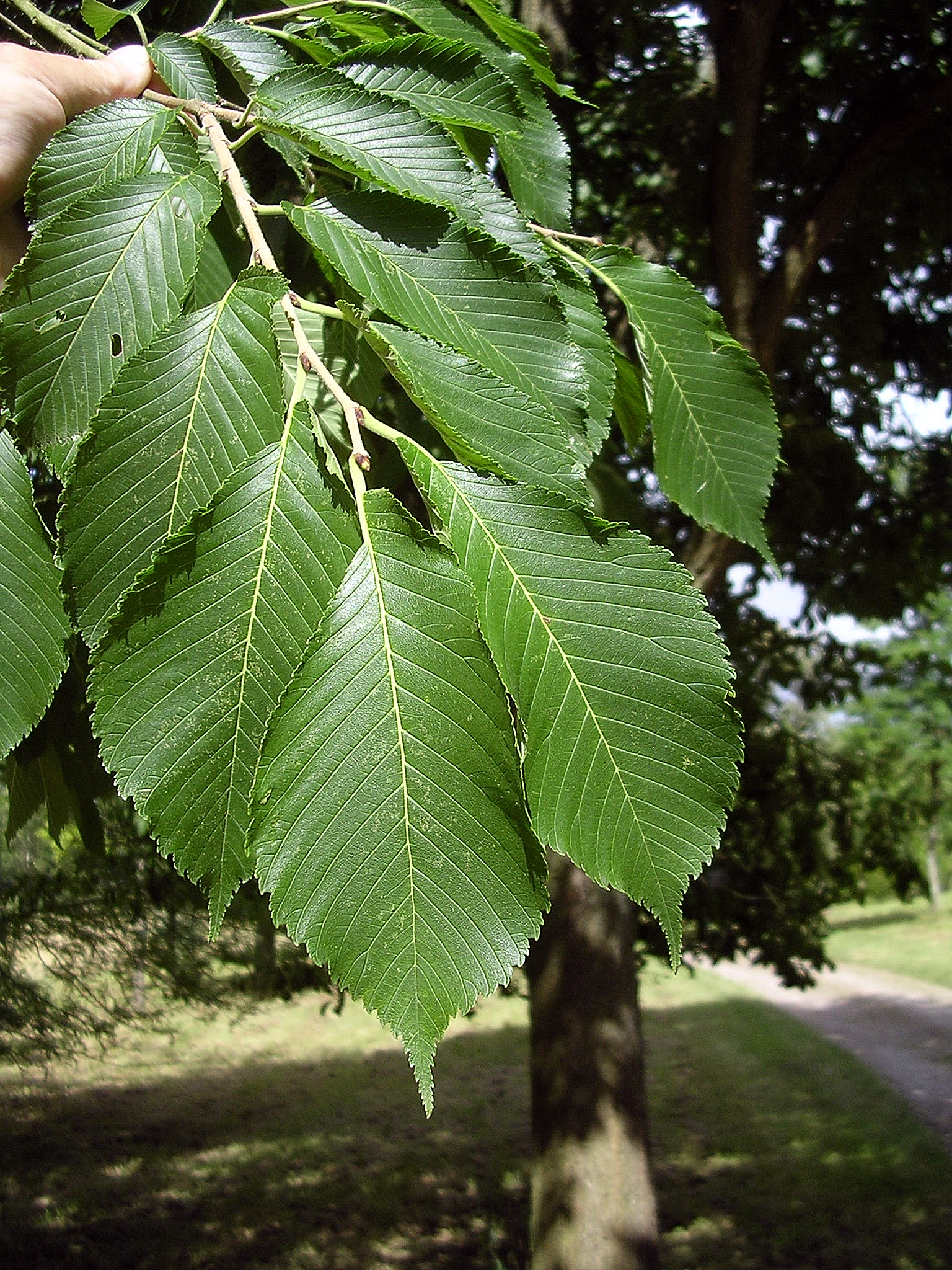